# Frühstück im Doppelbett
Frühstück im Doppelbett ist eine deutsche Filmkomödie aus dem Jahr 1963. Unter der Regie von Axel von Ambesser spielten Liselotte Pulver, O. W. Fischer und Lex Barker die Hauptrollen.

## Handlung
Der Zeitungsverleger Henry Clausen heiratet am 17. März 1960 die junge, attraktive Liane und bringt die Eheschließung gleich in einer seiner eigenen Zeitungen, dem Morgen-Kurier, groß heraus. Nach nur drei Jahren hat sich das zu Beginn noch stürmische Eheglück sichtbar beruhigt: Ehemann Henry hat den Hochzeitstag vergessen, und auch sonst haben sich die beiden Eheleute nicht mehr allzu viel zu sagen. Alles droht in eheüblicher Routine zu ersticken. Bei einer Entspannungs- und Kopfstandsübung im Rahmen einer Yoga-Stunde ihres Mannes und weiterer Verlagsangestellter lernt Liane den Yoga-Lehrer Victor H. Armstrong kennen, der im selben Gebäude der Clausens drei Stockwerke unter ihnen wohnt. Am nächsten Tag will Henry zur Freude seiner Frau den Hochzeitstag nachfeiern, dann aber kommt ein unvorhergesehener Interviewtermin in Moskau mit Chruschtschow dazwischen, und Liane ist zutiefst betrübt darüber, mal wieder allein zu sein. Um sich für ihren Mann wieder attraktiv zu fühlen, will sie sich bei Victor auffrischen lassen. Bald wird mehr daraus, im Fahrstuhl kommt es zwischen den beiden zu einem ersten Kuss.
Armstrong erweist sich als stürmischer Liebhaber und zeigt gegenüber Liane genau das Interesse, das diese an ihrem Ehemann zuletzt so schmerzlich vermisst hat. In der Clausen-Wohnung kommt es zu stürmischen Liebkosungen, als Liane plötzlich aus dem Schlafzimmer ein Geräusch hört. Es ist ihr aus Moskau übernächtigt heimgekehrter Göttergatte, der die traute Zweisamkeit des Liebespaares Wort für Wort mitbekommen hat. Es folgen spöttische Bemerkungen von Henry, die bei Victor und Liane ein gewisses Unbehagen hinterlassen. Liane wird erst richtig sauer, als ihr Mann nicht die erhoffte Eifersucht an den Tag legt. Noch am selben Abend spricht das Ehepaar von Scheidung. Eines Tages schneit in Henrys Leben eine blonde Versuchung in Form der jungen dänischen Nachwuchsautorin Claudia Westorp. Sie mogelt sich in sein Büro, um ihm ihren erotischen Debütroman „Umschlinge mich, Nacht. Zugeständnisse einer Siebzehnjährigen“ ans Herz zu legen. Das Werk erweist sich zwar als Schund, dafür kommt Clausen auf eine andere Idee, nämlich mit Claudia eine Affäre zu beginnen. Das unbekleidete Bein lasziv über Henrys Schulter gelegt, beginnt Claudia ihm ihren gesamten Schmöker vorzulesen, während vor der Tür seines Büros der Schriftzug „Bitte nicht stören“ aufleuchtet. Während der Vorlesung küssen sie sich auch erstmals.
Als Henry Lippenstift auf seine Wange malt, um seine Noch-Gattin daheim eifersüchtig zu machen, reagiert diese gänzlich anders als erwartet. Sie rennt zu Victor und eröffnet ihm, dass sie nun frei sei für ihn. Dieser reagiert unerwartet reserviert. Bald muss Liane erkennen, dass das kernige Frischluftleben Victors nicht unbedingt dem Luxusleben entspricht, das die Verlegergattin bislang gewohnt war. Während sie in ihrer ehelichen Wohnung ein morgendliches Aufwärmbad nimmt, lernt sie in Begleitung ihres Noch-Gatten Claudia kennen. Es kommt zu einem Wortgeplänkel, in dessen Verlauf sich herausstellt, dass Henry und Liane noch aneinander gelegen ist. Schließlich wird Victor aus seiner Wohnung hinzugeholt. Nach einigen Wochen kommt es zur Scheidung, das Ex-Paar Clausen beschließt jedoch, aus rein praktischen Gründen, weiterhin in der geräumigen Wohnung zusammenzuwohnen. Lediglich ein zweites (weißes) Telefon wird angeschafft, das nunmehr Liane, die ihren Mädchennamen Kolmar wieder angenommen hat, allein gehört. Im Laufe der Wochen müssen beide Neupaare jedoch feststellen, dass sie nicht zusammenpassen. Als Claudia und Victor kurzzeitig das Haus verlassen, saust Liane sofort zu Henry hoch. Beide tollen wie frisch Verliebte durch die Wohnung und landen schließlich im Bett. Die anrückenden Möbelpacker werden wieder fortgeschickt.

## Produktionsnotizen
Der von Artur Brauners CCC-Filmkunst produzierte Streifen entstand zwischen dem 4. Februar und dem 18. März 1963. Die Uraufführung fand am 26. April 1963 statt. Die wenigen Außenaufnahmen entstanden u. a. im Berliner Zoo.
Hans-Otto Schröder hatte die Herstellungsleitung. Die Bauten stammten von Hans-Jürgen Kiebach und Ernst Schomer, die Kostüme von Ilse Dubois und Trude Ulrich. Kurt Witte sorgte für den Ton. Regisseur Axel von Ambesser fungierte bei diesem Film wie häufig bei seinen Inszenierungen auch als Erzähler aus dem Off. Lex Barker wurde wie stets von Gert Günther Hoffmann synchronisiert.
In einer Szene hat Ambesser sich den Spaß erlaubt, Liselotte Pulver ein eigenes Stand- bzw. Werbefoto aus dem Film Kohlhiesels Töchter betrachten zu lassen. Diesen hatten beide im Jahr zuvor (Filmjahr 1962) gemeinsam gedreht. Sekunden später lässt der Regisseur „Verleger“ Fischer eine Anspielung auf die ebenfalls 1962 stattfindende Spiegel-Affäre rund um Franz Josef Strauß, dessen Foto kurz zuvor ebenfalls erscheint, und Rudolf Augstein machen. Auch an einer späteren Stelle, als ein Spiegel zerbricht, weist Fischer noch einmal auf die Spiegel-Affäre hin.
Loni Heuser, Ralf Wolter und Walter Gross, laut manchen Quellen angeblich Mitwirkende, tauchen in der vorliegenden Fassung nicht auf.

## Kritiken
„Durch plumpe Vergröberung und zahlreiche Anzüglichkeiten um die beabsichtigte Wirkung gebracht.“

„Vorwiegend kalauernde Ehekomödie mit zwei Hauptdarstellern, die hier nicht unbedingt ihren besten Tag erwischt haben.“

„In dieser keimfreien Komödie aus dem Jahr 1963 (Regie: Axel von Ambesser) spielen die Oldtimer des einst populären Kinos: Old Shatterhand Lex Barker, O. W. Fischer (Photo, mit Lilo Pulver) und Ann Smyrner. Über Ann meinte ein Kritiker, sie verbreite sogar dann noch erotische Dürre, wenn sie unter der Brause stehe.“

„Witzlose Aneinanderreihung von unoriginellen Szenen mit typischer Filmerotik und platten Dialogen.“